# 임성은
임성은(1971년 9월 19일~)은 대한민국의 여성 솔로 가수 겸 사업가이자 방송인으로, 1992년 이미 한차례 솔로 앨범을 통해 방송활동 경력이 있었다.
그 이후 임성은은 1995년 투투의 객원 멤버로, 1996년에는 영턱스클럽의 리드보컬로 세상에 이름을 알렸다. 그러나 음악적 견해의 차이로 영턱스클럽을 탈퇴해 1997년에 솔로로 전향하여 활발하게 활동을 했지만 주목할 만한 성과를 거두지는 못했다.
2004년 가수 활동을 쉬게 되면서 필리핀 보라카이섬을 여행하게 되었고, 같은해 12월 스킨스쿠버 교육을 받기 위해 보라카이에 6개월간 채류하게 되었다. 2006년 스쿠버 다이빙 강사와 결혼하게 되었고, 2008년 10월에는 스파 사업을 시작하여 보라카이에서 가장 큰 스파를 운영하게 되었다. 2015년에는 대한민국으로 다시 돌아가 영턱스클럽 멤버들과 전국 투어를 돌며 매달 필리핀과 대한민국을 오갔으나 사업으로 활동을 계속 이어가지는 못했다. 2016년 5월 남편과 가치관 차이와 소홀해진 관계를 이유로 합의 이혼하고 서로의 행복을 위해 각자의 삶으로 돌아가야 했다고 밝히기도 했다.

## 학력
- 염광여자상업고등학교 졸업

## 앨범
- 《이렇게 슬픈 마음으로》(1992년)
- 《1집 - 임성은》(1997년)
- 《Second Choice》(1998년)
- 《Refreshing》(1999년)
- 《Set me free》(2001년)
- 《Brand-New》(2002년)

## 방송
- 2011년 KBS 《여유만만》 가수에서 스파 CEO로 변신한 "영턱스클럽 임성은"의 일상이야기(9월 14일)
- 2015년 mbc <사람이 좋다> 115회
- 2017년 SBS 《불타는 청춘》 113회~ 126회(7월 4일), 147회